# Sylvain Grébaut
Sylvain Grébaut (* 22. Dezember 1881 in Gournay-en-Bray, Département Seine-Maritime; † 26. November 1955 in Caen) war ein französischer Äthiopist und katholischer Geistlicher. Er war von 1926 bis 1952 Professor für Äthiopisch am Institut Catholique de Paris.
Grébaut erhielt seine Ausbildung im Knaben- und im Priesterseminar zu Rouen. Die Begegnung mit maronitischen Kollegen weckte sein Interesse für die semitischen Sprachen, das Syrische, Arabische, Hebräische, Assyrische und Äthiopische. 1904/05 studierte er Semitistik bei Marie-Joseph Lagrange an der École pratique d’études bibliques in Jerusalem. 1907 empfing er in Rouen die katholische Priesterweihe. Schon damals und in der Folgezeit war Grébaut Mitarbeiter der „Revue de l'Orient Chrétien“ und der „Patrologia Orientalis“. Von 1913 bis 1932 wirkte Grébaut als römisch-katholischer Pfarrer in der kleinen Gemeinde Neuf-Marché im Département Seine-Maritime (Normandie). 
1922 gründete er die erste äthiopistische Fachzeitschrift („Æthiops“), die, mit Unterbrechungen und unter wechselnden Namen, bis 1938 mit ihm als Herausgeber und Hauptautor erscheinen konnte. 1926 sandte ihn Papst Pius XI. nach Äthiopien mit dem Ziel und reich erfüllten Ergebnis, dort Handschriften für die Vatikanische Apostolische Bibliothek zu erwerben. Der Papst ernannte ihn 1929 zum Prälaten. Zusammen mit dem Orientalisten und späteren Kardinal Eugène Tisserant erstellte Grébaut 1935/36 den umfangreichen Katalog aller äthiopischen Schriften der Vaticana.
Von 1926 bis 1952 lehrte er Äthiopisch am Institut Catholique de Paris. Als Marcel Cohen, Professor für Äthiopistik an der École Pratique des Hautes Études (EPHE) 1941 während der deutschen Besetzung untertauchen musste, vertrat Grébaut ihn als Lehrer des Altäthiopischen und blieb dort auch nach der Befreiung Frankreichs als Lehrbeauftragter tätig.
Grébaut engagierte sich in der französischen Anti-Sklaverei-Gesellschaft (Société antiesclavagiste) und wurde 1939 deren Direktor.

## Hauptwerke
- Sylvain Grébaut – Eugène Tisserant: Bybliothecae apostolicae Vaticanae codices manu scripti recensiti iussu Pii XI Pontificis maximi. Codices Aethiopici Vaticani et Borgiani, Barberinianus orientalis 2, Rossianus 865. Bd. 1: Enarratio codicum. In Bybliotheca Vaticana 1935. Bd. 2: Prolegomena, Indices, Tabulae. In Bybliotheca Vaticana 1936.
- Sylvain Grébaut: Supplément au Lexicon linguae Aethiopicae de August Dillmann (1865) et édition du lexique de Juste d'Urbin (1850-1855). Paris 1952